# 파브리스 무암바
파브리스 은달라 무암바(프랑스어: Fabrice Ndala Muamba, 1988년 4월 6일 자이르(현재의 콩고 민주 공화국) 킨샤사 ~ )는 콩고 민주 공화국 태생 잉글랜드의 전 축구 선수로, 포지션은 미드필더였다.

## 사고
2012년 3월 17일 화이트 하트 레인에서 열린 토트넘 홋스퍼와의 잉글랜드 FA컵 8강전 경기 도중 전반 42분경에 가슴을 부여잡고 고통스러워하며 쓰러졌다. 양 팀 의료진이 달려와 10분간 인공 호흡을 하는 등 응급 처치를 했지만 무암바의 의식은 돌아오지 않았고 하워드 웹 주심은 그대로 경기 중단을 선언했다. 볼턴 원더러스 측의 발표에 따르면 런던 체스트 병원으로 후송된 무암바의 상태가 위독하다는 진단을 내렸었다. 이어서 많은 팬들의 격려 메시지가 쇄도하였었다.
2007년 8월 세비야 FC의 안토니오 푸에르타를 비슷한 사건으로 잃은 바 있는 스페인 언론들도 무암바의 쾌차를 기원한다는 메시지를 남겼었다. 마침내 무암바는 의식을 되찾고 회복하였다. 그의 첫 마디로 '우리 팀(볼턴 원더러스)이 졌나?'(Did we lose?)를 말하여 화제가 되었다. 그러나 이 부상이 문제가 되어 결국 2012년 8월 15일 구단 공식 홈페이지를 통해 현역에서 은퇴함을 밝혔다.